# A pénz lényegéről
A pénz lényegéről (eredetileg németül Über das Geldwesen) című tanulmány 1843 végén–1844 elején keletkezett. Szerzője, Moses Hess a Karl Marx és Arnold Ruge által szerkesztett Deutsch–Französische Jahrbücher második számába szánta művét, de az a lap megszűnése miatt nem jelenhetett meg. A munka csak 1845-ben került publikálásra a Rhenische Jahrbücher zur gesellschaftlichen Reform című, évkönyv formátumú folyóiratban.
Karl Marx ismerte az írás első kézirat-változatát, s jelentős hatást gyakorolt rá, mely tükröződött az ekkoriban született Gazdasági-filozófiai kéziratok 1844-ből című munkáján, – bár, mint publikálatlan írás, nem hivatkozhatott rá.

## Tartalom
A szerző e munkájában radikális kritikát gyakorol a kapitalista társadalom fölött, melyet általában a „modern szatócsvilág”, néhol „modern, keresztény szatócsvilág” kifejezéssel illet. Fő jellemzője a morális megközelítés, mely következtében a tények helyett sok helyen spekulatív állításokat, esetenként látványos metaforákat fogalmaz meg. A következőképpen ostorozza a kapitalizmust történetfilozófiai kitérőket tartalmazó bevezetője zárásaként:
Az eddigi történelem nem egyéb, mint a rablógyilkosság és a rabszolgaság szabályozása, megalapozása, keresztülvitele, általánosítása. – Hogy hogyan jutottak a dolgok végül oda, hogy mi mindnyájan kivétel nélkül és minden pillanatban saját magunk elkótyavetyéljük tevékenységünket, termelőerőnket, képességünket – hogy a kannibalizmus, a kölcsönös rablógyilkosság és a rabszolgaság, amellyel az emberiség története elkezdődött, elvvé emelkedett –, és hogyan van az, hogy csak ebből az általános kizsákmányolásból és egyetemes jobbágyságból születhet meg az organikus közösség – azt fogjuk a következőkben kimutatni.
Az emberiségnek „állati jelleget” tulajdonít, történelmét két alapvető szakaszra osztja, az emberiség első keletkezéstörténetére, mely lényegileg az emberré válást, az emberiség evolúcióját öleli fel, és a második keletkezéstörténetre, amely:
[…] tudatos, szellemi vagy társadalmi létezésének keletkezéstörténete, s ezt a szociális állatvilágban láthatjuk. – Ma a szociális állatvilág csúcsán, kulminációs pontján vagyunk; s ezért vagyunk most szociális ragadozók, befejezett, tudatos egoisták, akik a szabad konkurenciában mindenki háborúját mindenki ellen, az úgynevezett emberi jogokban az elszigetelt egyének, a magánszemélyek, az »abszolút személyiség« jogait, az iparűzés szabadságában a kölcsönös kizsákmányolást, a pénzéhséget – szankcionáljuk, a pénzéhséget, amely semmi egyéb, mint a szociális ragadozó vérszomja.
Hess szarkazmussal ír a pénz közgazdasági meghatározásáról:
A pénz a politikai gazdaságtan elvei szerint az általános csereeszköz, tehát az életmédium, az emberi képesség, valóságos termelőerő, az emberiség valóságos kincse. – Ha ez a külsővé vált kincs valóban megfelelne a belsőnek, akkor minden ember annyit érne, mint amennyi készpénze vagy pénzértéke van, […]
Párhuzamba állítja a vallási és ökonómiai elidegenedést, s elítélően nyilatkozik mind a teológiáról, illetve teológusokról, mind a közgazdaságtanról, illetve közgazdászokról. Filozófiai pénzdefiníciója szerint:
A pénz a kölcsönösen elidegenedett emberek terméke, a külsővé vált ember.
Hess szerint a „modern szatócsvilágban” az emberek a pénznek isteni hatalmat tulajdonítanak, s ezzel az egyik első képviselője a pénzfetisizmus elméletének. Bírálja Wilhelm Schulzot, aki közgazdászként A termelés mozgása (Die Bewegung der Produktion) című könyvében vitatta a pénz megszüntetésének szükségességét és lehetőségét, s válaszában kifejezte azt a hipotézisét, vagy inkább vízióját, hogy egy kommunista, egyesült társadalom fel fogja számolni az elidegenült csereeszközt, a pénzt. Hess utópizmusa ott a leglátványosabb, ahol az emberiség egymás iránti szeretetben való egyesülését jelöli ki megoldásnak, s ebben közel áll Ludwig Feuerbach és Wilhelm Weitling kommunizmusképéhez.

## Magyar nyelvű megjelenése
- Moses Hess két filozófiai írása. I. A pénz lényegéről; in: Magyar Filozófiai Szemle, 1967/2. szám, 326–345. oldal.